# 가와사키병
가와사키병(Kawasaki disease)은 체내 혈관에 염증이 생기는 질병이다. 만 5세 이하의 아이들에게 주로 발생하며, 5일 넘게 지속되는 38도 이상의 발열과 함께 다음 5가지 중 4가지 이상의 증상이 같이 있을 때 진단할 수 있다.

## 증상
- 눈꼽 없이 충혈된 양쪽 눈
- 입술 또는 혀의 변화: 붉은 입술 또는 붉고 갈라진 입술, 딸기혀, 구강 내 점막의 붉어짐(발적)
- 형태가 정해지지 않은 몸의 붉은 점(발진)
- 손발의 붉어짐 또는 붓기(부종)
- 목에서 만져지는 덩어리(임파선; 림프절)

간혹 2~3가지의 증상만 있으나 다른 의심되는 질환이 없는 경우 불완전 가와사키병(incomplete Kawasaki disease)로 의심할 수 있다.
인체 내에서 중간 정도 크기의 동맥에 염증이 발생할 수 있으며, 그 중 심장근육에 혈액을 공급하는 관상동맥에 영향을 끼칠 수 있으므로 관상동맥의 확장이 있는지 심장초음파를 통해 확인한다.

## 역사
이 질환은 일본의 의사 가와사키 도미사쿠(川崎富作)가 1961년 1월 도쿄의 적십자 병원에서 발열과 발진이 있는 4세 아이를 통해 처음 보고되었으며 그는 나중에 50개의 비슷한 사례에 대한 보고서를 출판하였다.
유럽과 미국에서 코로나바이러스감염증-19에 감염된 어린이 등 일부 환자가 가와사키(川崎)병과 비슷한 증세를 보인다는 보고가 잇따르자 일본 가와사키병학회는 2020년 5월 7일 코로나19와 가와사키병의 관련성을 뒷받침할 정보가 없다는 취지의 성명을 발표했다.

## 병인
가와사키병의 병인은 알려져 있지 않으며, 질병은 가와사키 증후군으로 부르는 것이 더 정확하다. 구체적인 병인은 알려져 있지 않음에도 현재의 이론들은 주로 면역학적 병인에 중점을 두고 있다.

## 치료
가와사키병에 걸린 어린이들은 소아청소년과에 내원하여 이 질병에 경험이 있는 의사의 돌봄을 받는 것이 좋다.
정맥내 면역글로불린(intravenous immunoglobulin; IVIG)이 급성기 가와사키병의 표준 치료 방식이며, 12시간 이상에 걸쳐 정맥점적주사로 투여하고 대개 36시간 관찰 기간을 가진다. 이후 12시간 동안 발열 여부에 따라 다음 단계 치료로 진행할지 결정된다. 2차 치료는 정맥내 면역글로불린만 쓰기도 하고 스테로이드 제재를 같이 투여하기도 한다. 그 외에 infliximab, 혈장교환술 등이 있다.
진단 후 발열기간 동안 아스피린을 고용량(해열제 용량)으로 복용하며 48시간가량 발열이 없으면 저용량(혈전방지 용량)으로 변경하여 약 2달 간 복용한다. 의사에 따라 아스피린을 저용량으로 시작하는 경우도 있다.